# 142760 Csabai
142760 Csabai è un asteroide della fascia principale. Scoperto nel 2002, presenta un'orbita caratterizzata da un semiasse maggiore pari a 2,5653258 UA e da un'eccentricità di 0,1974510, inclinata di 5,27756° rispetto all'eclittica.